# Río Laguna Grande
Río Laguna Grande är ett vattendrag i Chile.   Det ligger i regionen Región de Atacama, i den centrala delen av landet, 500 km norr om huvudstaden Santiago de Chile.
Omgivningen kring Río Laguna Grande är ofruktbar med liten eller ingen växtlighet. Området är nästan obefolkat, med mindre än två invånare per kvadratkilometer.